# حوزه رفاه مشترک آسیای شرقی بزرگ

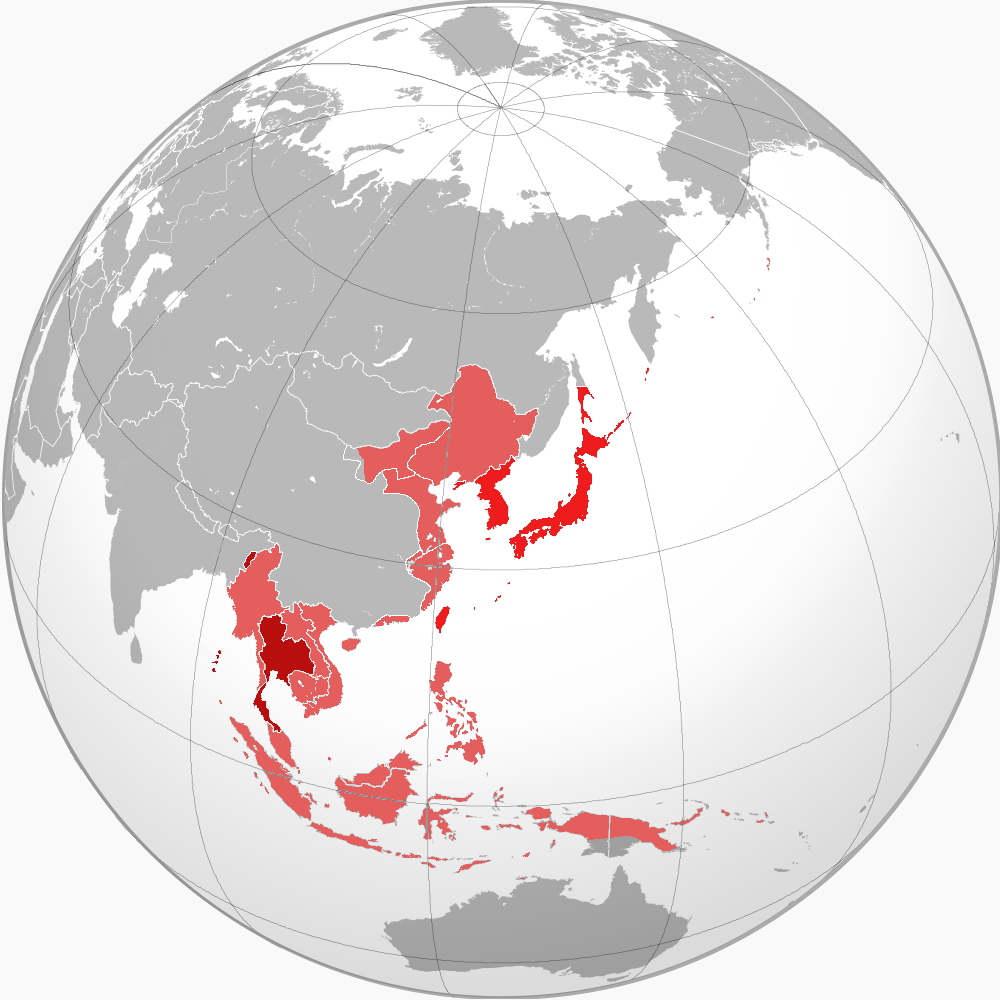
اعضای حوزه رفاه مشترک آسیای شرقی بزرگ؛ قلمروهای تحت کنترل در حداکثر گسترش ژاپن و متحدانش (تایلند و هند آزاد) با قرمز تیره؛ سرزمین‌های اشغالی / کشورهای مشترک با قرمز روشن‌تر. استعمار ژاپن بر کره، تایوان تحت حاکمیت ژاپن و استان کارافوتو (ساخالین جنوبی) جزو جدایی‌ناپذیر ژاپن بودند.

حوزه رفاه مشترک آسیای شرقی بزرگ (به ژاپنی: 大東亜共栄圏, Dai Tōa Kyōeiken) یک مفهوم امپریالیستی بود که در امپراتوری ژاپن توسعه یافت و در بین جمعیت‌های آسیایی که از سال ۱۹۳۱ تا ۱۹۴۵ توسط این کشور اشغال شده بودند، رواج پیدا کرد. سپس در سراسر آسیا-اقیانوسیه گسترش یافت و اتحاد فرهنگی و اقتصادی را در شرق آسیا، جنوب شرق آسیا، جنوب آسیا و اقیانوسیه ارتقا داد. این سازمان همچنین قصد خود را برای ایجاد یک بلوک خودکفا از ملت‌های آسیا اعلام کرد که توسط ژاپنی‌ها هدایت می‌شد و از حاکمیت قدرت‌های جهان غرب آزاد بود. این ایده در یک برنامه رادیویی با عنوان «وضعیت بین‌المللی و موقعیت ژاپن» توسط وزیر امور خارجه ژاپن، هاچیرو آریتا در ۲۹ ژوئن ۱۹۴۰ ارائه شد.
اجرای عمدی و عملی حوزه مشترک رونق آسیای شرقی بزرگ بسته به گروه و اداره دولتی درگیر بسیار متفاوت بود. برداشت نظریه‌پردازان سیاست، و همچنین اکثریت قریب به اتفاق جمعیت ژاپن به‌طور کلی، این ایده را راستای آزادی-استقلال و استقلال خود از استعمار امپریالیسم غرب در آسیا می‌دیدند. با این حال، در عمل، اغلب توسط نظامیان و ملی‌گرایان مورد استفاده قرار می‌گرفت، آنها این نظریه را وسیله سیاسی مؤثری برای تقویت موقعیت ژاپن و پیشبرد سلطه خود در آسیا می‌دیدند. رویکرد اخیر در یک سند سیاسی که توسط  وزارت بهداشت، کار و رفاه، تحت عنوان بررسی سیاست جهانی با نژاد یاماتو به عنوان هسته منعکس شده‌است، که موقعیت مرکزی ژاپن را در حوزه رفاه مشترک آسیای شرقی بزرگ ترسیم کرده و ایده برتری ژاپن بر دیگر آسیایی‌ها را ارتقا داد.